# ردود الفعل الدولية على الحرب على غزة 2014
صدرت ردود فعل على الحرب على غزة 2014 من جميع أنحاء العالم.
دعمت الولايات المتحدة وكندا إسرائيل وانتقدتا حماس. فيما دعت دول بريكس إلى ضبط النفس في كلا الجانبين والعودة إلى محادثات السلام استناداً إلى مبادرة السلام العربية. أدان الاتحاد الأوروبي انتهاكات قوانين الحرب من كلا الطرفين، مع التشديد على «طبيعة الوضع الراهن الذي لا يمكن تحمله»، ودعا إلى التوصل إلى تسوية على أساس حل الدولتين. وانتقدت حركة عدم الانحياز وجامعة الدول العربية، ومعظم بلدان أمريكا اللاتينية إسرائيل، مع سحب بعض البلدان في هذه المجموعة لسفراءهم من إسرائيل كاحتجاج. ودعت جنوب أفريقيا إلى ضبط النفس من كلا الجانبين ووضع حد «للعقاب الجماعي للفلسطينيين».
وجرت مظاهرات مؤيدة لفلسطين ومؤيدة لإسرائيل في جميع أنحاء العالم، وفي إسرائيل وفي الأراضي الفلسطينية. وفقاً لمكتب الأمم المتحدة لتنسيق الشؤون الإنسانية، قتل خلال المظاهارات 23 فلسطينياً وجرح 2,218 بواسطة الجيش الإسرائيلي، حيث أصيب 38% من الجرحى بالنيران الحية.
أعلن مجلس حقوق الإنسان التابع للأمم المتحدة عن تشكيل فريق يرأسه ويليام شاباس لتحقيق في اتهامات بارتكاب جرائم حرب من كلا الجانبين. أدانت منظمات كبرى تعنى بحقوق الإنسان بما فيها العفو الدولية وهيومن رايتس ووتش انتهاكات حقوق الإنسان من كلا الجانبين، ودعا إلى فرض حظر للأسلحة في المنطقة.
الخطوط الجوية التجارية في العديد من البلدان حظرت الرحلات الجوية إلى إسرائيل بسبب مخاوف تتعلق بالسلامة. رفعت القيود المفروضة بعد ذلك.
وبعد وقف إطلاق النار في 26 أغسطس، استطلع المركز الفلسطيني للبحوث السياسية والمسحية آراء مواطني الضفة الغربية وقطاع غزة. وقال 79 في المائة من المجيبين أن حماس قد انتصرت في الحرب وقال 61% أنهم سوف يختارون زعيم حماس إسماعيل هنية كرئيس للفلسطينيين، بزيادة عن 41% قبل الحرب.

## ردود الفعل الرسمية

### هيئات فوق الوطنية
- ألبا (البديل البوليفاري للأمريكتين) – في بيان لها أدانت الاعتداءات الإسرائيلية وأضافت أن الهجوم ينتهك أبسط معايير القانون الدولي الإنساني باستهدافه المدنيين بشكل عشوائي. كما وأعربت عن «تضامنها، ودعمها وتعاطفها غير المشروط مع الشعب الفلسطيني في مواجهة الموجة الجديدة من أعمال العنف».[6]
- الجامعة العربية – أدان ممثلو الجامعة العربية الغارات الجوية الإسرائيلية وطالبو مجلس الأمن التابع للأمم المتحدة بعقد اجتماع طارئ.[7] ودان الأمين العام نبيل العربي الهجمات الإسرائيلية في الشجاعية. في بيان لها، قالت المنظمة: "العربي...يعتبر القصف الرهيب وعمليات الهجوم البري لإسرائيل في حي الشجاعية جريمة حرب ضد المدنيين الفلسطينيين وتصعيد خطير.[8]
- بريكس - دعا إعلان على هامش قمة البريكس السادسة المنعقدة في البرازيل كل من إسرائيل وفلسطين إلى إنهاء النزاع واستئناف المفاوضات التي تؤدي إلى حل سلمي للدولتين. كما ودعا مجلس الأمن الدولي إلى ممارسة كامل وظائفه بموجب ميثاق الأمم المتحدة فيما يتعلق بالنزاع.[9]
- مجلس التعاون الخليجي – أدان الأمين العام عبد الله بن راشد الزياني إسرائيل لسياساتها القمعية والانتقامية التي "تمثل انتهاكاً صارخاً لحقوق الفلسطينيين غير القابلة للتصرف وإهانة فاضحة [كذا] للقوانين الدولية". كما وصف الهجوم بأنه "يعكس رفض إسرائيل لعملية السلام" وأهاب بالمجتمع الدولي ومجلس الأمن تحمل مسؤولياتهم والعمل بسرعة لحماية الشعب الفلسطيني ووضع حد للقصف الإسرائيلي الوحشي لقطاع غزة".[10]
- الاتحاد الأوروبي – "إن الاتحاد الأوروبي يدين بشدة القصف العشوائي للصواريخ على إسرائيل من جانب حماس والجماعات الفلسطينية المسلحة... يجب نزع سلاح جميع المجموعات الإرهابية في غزة. ويدين الاتحاد الأوروبي الدعوات التي تنادي السكان المدنيين في قطاع غزة لتقديم أنفسهم كدروع بشرية، وخسارة أرواح مئات مدنيين، بينهم العديد من النساء والأطفال. مع الاعتراف بحق إسرائيل المشروع في الدفاع عن نفسها ضد أي هجمات، يؤكد الاتحاد الأوروبي أن العملية العسكرية الإسرائيلية يجب أن تكون متناسبة وتتماشى مع القانون الدولي الإنساني... إذ يروعه خاصة التكلفة البشرية للعملية في الشجاعية ويعرب عن قلقه العميق إزاء الحالة الإنسانية المتدهورة بسرعة... ويؤكد هذا التصعيد المأساوي للقتال مرة أخرى طبيعة الوضع الراهن التي لا يمكن تحملها فيما يتعلق بالوضع في "قطاع غزة".[11][12]
- حركة عدم الانحياز – أدانت حركة عدم الانحياز والرئيس الإيراني حسن روحاني الضربات الجوية الإسرائيلية ودعا الهيئات الدولية لإجبار إسرائيل على وقف الغارات على المدنيين. «يجب أن يرفع حصار قطاع غزة بشكل كامل وفوري، ويجب إرسال مساعدات إنسانية للفلسطينيين الذين هم بحاجة إليها».[13]
- الأمم المتحدة – دعا مجلس الأمن الدولي لوقف التصعيد، استعادة اتفاق وقف إطلاق النار عام 2012، واحترام القانون الدولي واستئناف المفاوضات المباشرة بين الطرفين.[14] وذكرت المفوضة السامية لحقوق الإنسان نافي بيلاي أن تقارير عن هجمات على منازل تثير شكوكاً حول ما إذا كانت الهجمات الإسرائيلية قانونية بموجب القانون الدولية. كما دعت إلى إجراء تحقيق في القصف الجوي الإسرائيلي.[15]
- مجموعة فيسغراد – في 9 يوليو، أصدرت وزارة الشؤون الخارجية بياناً نصه كما يلي: «بلدان مجموعة فيسغراد تشعر بالقلق العميق إزاء التصعيد العسكري الإسرائيلي في قطاع غزة. إننا ندين بشدة الهجمات العشوائية بالصواريخ على إسرائيل من قبل الجماعات المسلحة من قطاع غزة. وفي الوقت نفسه نشعر بالقلق إزاء تزايد الخسائر في صفوف المدنيين الفلسطينيين جراء العملية العسكرية الإسرائيلية ‘الجرف الصامد’. بلدان فيسغراد تدعو كلا الجانبين إلى إنهاء الأعمال القتالية وتحقيق وقف فوري لإطلاق النار».[16]

### الدول

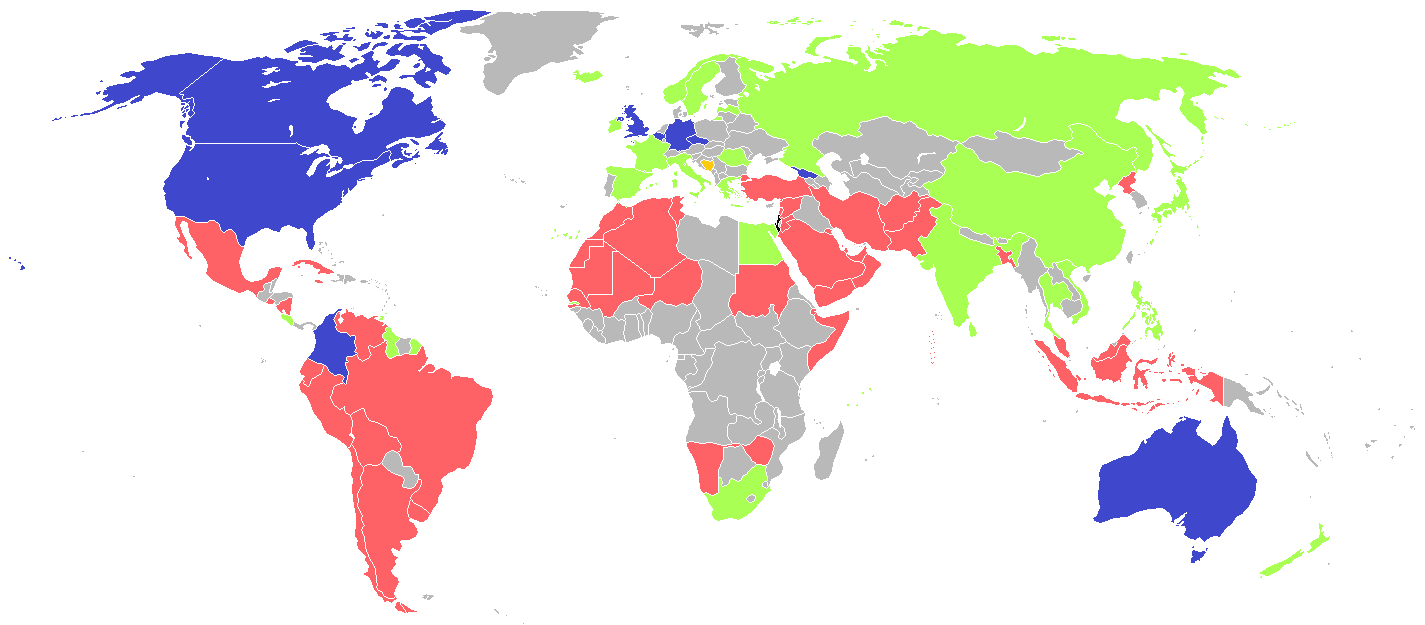
تظهر هذه الخريطة ردود الفعل تجاه الحرب على غزة 2014:
إسرائيل وقطاع غزة
الدول التي دعمت موقف إسرائيل و/أو أدانت هجمات حماس الصاورخية.
الدول التي أدانت و/أو أبدت قلقها حول تصرفات كلاهما أو أياً منهما.
الدول التي أدانت و/أو أبدت قلقها حول تصرفات إسرائيل.
دول بردود فعل رسمية مختلطة.

### الأطراف المعنية

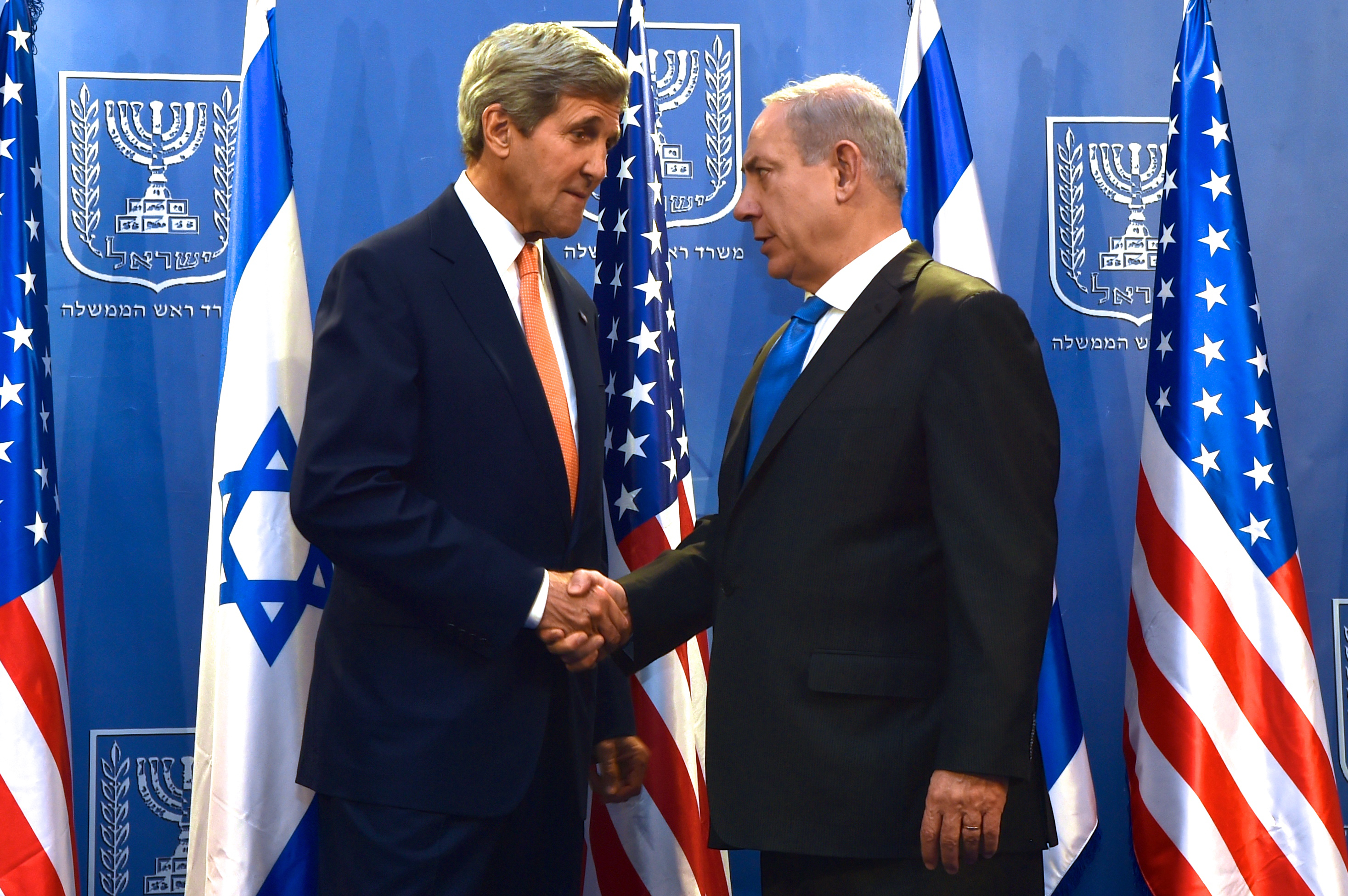
وزير الخارجية الأمريكي جون كيري وبنيامين نتانياهو، تل أبيب، 23 يوليو 2014

- إسرائيل – في 11 يوليو، رفض رئيس الوزراء بنيامين نتانياهو انتقادات مجموعات حقوق الإنسان الدولية والمحلية وتوعد بالاستمرار في الهجمات. وأعلن: «لا توجد ضغوط دولية تمنع إسرائيل من مواصلة عملياتها في غزة … قادة حماس يختبئون وراء مواطني غزة وهم المسؤولين عن جميع الضحايا».[17]
  - غرد مكتب المتحدث باسم الجيش الإسرائيلي عندما بدأت العملية أن «جيش الدفاع أطلق عملية الجرف الصامد في غزة ضد حماس، من أجل وقف الإرهاب الذي يواجهه مواطنو إسرائيل يومياً».[18][19]
- السلطة الفلسطينية – في 8 يوليو قال المتحدث باسم الحكومة الفلسطينية نبيل أبو ردينة أن العملية «إعلان حرب على الفلسطينيين». محتجاً على ما وصفه بمذبحة بحق الأبرياء، وأضاف أن «للفلسطينيين الحق في الدفاع عن أنفسهم بكل الوسائل المشروعة».[20]
  - قال المفاوض الفلسطيني، خليل الحية "لقد كانت حرباً فرضتها الضرورة وليست حرباً اخترناها. لم يكن لدينا أي خيار سوى الدفاع عن أنفسنا". وتابع قائلاً نحن موحدون في دمنا وأشلائنا. سنكون عوناً وسنداً لشعبنا... إننا جميعا في معركة واحدة ندافع عن شعبنا. الحرب هي بداية التحرير".[21]

#### الدولية
- أفغانستان – في 16 يوليو، عقد الرئيس الأفغاني حامد كرزاي اجتماعاً خاصاً لمجلس الوزراء أدان فيه الهجمات الإسرائيلية ضد المدنيين في الوقت الذي تعهد فيه بتقديم مبلغ 500,000 دولار أمريكي كمساعدة إنسانية إلى غزة.[22]
- الجزائر – في 16 يوليو، حث وزير الخارجية رمطان لعمامرة المجتمع الدولي على التحرك لحمل إسرائيل على وقف هجماتها فوراً واحترام هدنة نوفمبر 2012. قال لعمامرة «وبينما ندين بأشد العبارات الهجمات الوحشية التي ترتكب ضد الشعب الفلسطيني الأعزل، نعتقد ان هذه الهجمات شجعها صمت المجتمع الدولي على السياسات الإسرائيلية التوسعية وأثرها السلبي على السلم والأمن في المنطقة» وشدد أيضًا على الحاجة إلى اتخاذ إجراء عاجل داخل الأمم المتحدة.[23]
- الأرجنتين – في 20 يوليو، أدانت وزارة الخارجية العنف، بينما تحدثت ضد الأفعال التي ارتكبها كلا الجانبين في النزاع. «مرة أخرى، وللمرة الثالثة في أقل من ست سنوات، السكان المدنيون محاصرون وسط أعمال مسلحة من حماس واستخدام مفرط وغير متناسب للقوة العسكرية من قبل إسرائيل. ترسل الأرجنتين تحية عميقة ومؤلمة لجميع الأطفال الذين قتلوا في الأسابيع القليلة الماضية. ونحن ندين بشدة إسرائيل التي تحدت دعوات من مجلس الأمن والأمين العام وأصوات أخرى كثيرة من المجتمع الدولي، بقرارها تصعيد الأزمة بشن هجوم بري. إن هذا القرار لن يسفر إلا عن المزيد من عدم الاستقرار في المنطقة، والمزيد من الضحايا والمعاناة. وفي الوقت نفسه، فإننا ندين استمرار إطلاق الصواريخ العشوائية من غزة إلى المدن الإسرائيلية».[24] وفي وقت لاحق كررت ممثلة الأرجنتين في مجلس الأمن التابع للأمم المتحدة، ماريا كريستينا برسيفال، موقفها وأدانت «إساءة استخدام إسرائيل للعسكرة» و «الاستخدام المفرط للقوة».[25]
- أستراليا – في نشرة صحفية، أدانت وزيرة الخارجية جولي بيشوب حماس بالقول «أعمال المقاتلين في غزة الذين يطلقون الصواريخ عشوائياً على إسرائيل، لا تغتفر ويجب إدانتها.» ودعت النشرة الصحفية جميع الأطراف إلى ممارسة ضبط النفس وتجنب المزيد من التصعيد في أعمال العنف.[26]
- النمسا – في 11 يوليو، في بيان صحفي، دعا وزير الخارجية سباستيان كورتس إلى وقف فوري لأعمال العنف. «دوامة التصعيد الذي شهدناه خلال الأيام الماضية بالغة الخطورة. إن وضع نهاية فورية للعنف هو ذو أهمية قصوى الآن». وفي هذا السياق، أشار كورتس أيضًا إلى معنى شهر رمضان المبارك، الذي يعتبره المسلمين شهراً للسلام. «تعاطفي يكمن مع ضحايا هذا النزاع؛ ولا سيما المدنيين. يجب فعل كل شيء ممكن للحيلولة دون وقوع مزيد من الضحايا المدنيين. على الرغم من أن لدى إسرائيل مصلحة أمنية مشروعة، ذلك يجب أن يمارس بحس من الامتثال للقانون الإنساني الدولي. وهذا يعني أيضًا أن الهجوم الصاروخي الإسرائيلي يجب أن يتوقف». وختم كورتس «السلام ممكن».[27] في 16 يوليو، في بيان صحفي آخر، قال كورتس، «إن حصيلة الوفيات مخيفة ودوامة التصعيد تكتسب زخماً في جميع الأوقات». وأكد كورتس دعمه للجهود المصرية في الوساطة، ودعا إلى وقف فوري لإطلاق النار «ان أياً من الطرفين لا يمكنه رفض وقف إطلاق النار من أجل المداولات السياسية أو التكتيكية». وأعرب عن تعاطفه مع الضحايا، لا سيما في صفوف المدنيين.[28]
- بنغلاديش – في 12 يوليو، أصدرت وزارة الخارجية بياناً أدانت فيه بشدة «العدوان الإسرائيلي» ودعت إلى الوقف الفوري للأعمال الوحشية ضد المدنيين في غزة. وأضافت في البيان أنها صدمت إزاء العنف الإسرائيلي الأخير.[29]
- البحرين – في 10 يوليو، أدانت مملكة البحرين التصعيد الإسرائيلي الأخير وكررت رفضها للعنف والحاجة إلى وقف جميع العمليات العسكرية. ونصحت المملكة المجتمع الدولي على إجبار إسرائيل على الامتثال للقانون الدولي وانهاء انتهاكاتها. كما أكدت دعمها وتضامنها الكامل مع الشعب الفلسطيني.[30]
- بلجيكا – في 22 يوليو، في بيان صرح رئيس الوزراء البلجيكي إليو دي روبو «رغم أنني أقبل بالتدابير الأمنية المشروعة لإسرائيل، أدين أيضًا تماماً الاستخدام غير المتناسب للقوة من جانب الجيش الإسرائيلي، بما في ذلك الهجوم على حي الشجاعية.»[31]
- بوليفيا – في 10 يوليو، أدانت وزارة الخارجية البوليفية الهجوم الإسرائيلي ودعت تل أبيب إلى وقف الأعمال العدائية. كما دعت وزارة الخارجية المجتمع الدولي إلى التدخل لوقف «الإبادة» وشدد على أن ذلك «يجب أن يحترم الاتفاقات والمعاهدات الدولية».[32] في 31 يوليو، أعلن الرئيس البوليفي إيفو موراليس إسرائيل «دولة إرهابية».[33]
- البوسنة والهرسك – أعرب زعيم جمهورية صرب البوسنة ميلوراد دوديك عن دعمه لإسرائيل والشعب اليهودي. وذكر أن جمهورية صرب البوسنة تتابع عن كثب الأحداث، وأنها تؤيد حق إسرائيل في حماية مواطنيها وممتلكاتهم والدفاع عن نفسها من «تهديدات إرهابية وأعمال جماعات اسلامية مسلحة».[34] دعا بكر عزت بيجوفيتش، العضو البوشناقي في رئاسة البوسنة والهرسك، إلى إنهاء النزاع وتمنى «تحقيق التعايش السلمي بين جميع سكان غزة وأماكن أخرى». وذكر إن غزة كانت «منذ سنوات عديدة هدفاً لهجوم إسرائيلي» وحذر من أن العالم قد «يصبح معتاداً على العنف الذي تمارسه إسرائيل».[35]
- البرازيل – في 17 يوليو، أصدرت حكومة البرازيل الفدرالية بياناً أدانت فيه القصف الإسرائيلي على الاستخدام المفرط للقوة الذي أدى إلى مقتل مدنيين. واستدعدت سفيرها احتجاجاً على ذلك. نقل عن مستشار البرازيل الخاص للعلاقات الدولية قوله «حباً في الله، ما نحن بصدده هو إبادة، مجزرة، لدرجة أن كبار مسؤولي الأمم المتحدة بدأوا التحدث عن جرائم حرب».[36] وحذرت البرازيل من أن العمليات الأرضية ضد غزة سوف يكون لها عواقب وخيمة على الاستقرار الإقليمي ومن شأنه أن يؤدي إلى تفاقم الأزمة الإنسانية. دعت البرازيل إسرائيل إلى احترام التزاماتها الإنسانية وانهاء الحصار.[37]
- كندا – أعلن رئيس الوزراء الكندي ستيفن هاربر دعمه لإسرائيل وإدانته حماس. وقال هاربر «من الواضح أن حماس تتعمد استخدام الدروع البشرية لزيادة الإرهاب في المنطقة».[38] كما أدان وزير الخارجية جون بيرد هجمات حماس الصاروخية ضد إسرائيل. وأضاف بيرد أن الهجمات «تثبت أن حماس لا تزال تستهدف المدنيين الأبرياء»، وأن «كندا ترى أن لاسرائيل كل الحق في الدفاع عن نفسها من هذه الأعمال الإرهابية العدائية».[39]
- تشيلي – اشتكت من أن القصف الإسرائيلي تسبب في عدد من الوفيات، بما في ذلك المدنيين والنساء والأطفال. «عمليات الخطف المدانة ووفاة ثلاثة شبان من الشبان الفلسطينيين والإسرائيليين لا يمكن تبريرها لشن إجراءات ولا مهاجمة مناطق مزدحمة بالسكان المدنيين». ودعت تشيلي جميع الجهات الفاعلة في الصراع إلى التوصل إلى هدنة، واحترام القانون الإنساني الدولي وأيدت كلمات الأمين العام للأمم المتحدة بان كي مون الذي طالب بحل.[40] وفي 29 يوليو، استدعت الحكومة التشيلية سفيرها وانتقدت العمليات الإسرائيلية، التي اعتبرتها انتهاكاً ل«مبدأ التناسب في استخدام القوة، وهو شرط أساسي لتبرير الدفاع عن النفس».[41]